# 海山增一
海山增一是船帆座中的一个三星系统。由依巴谷卫星测量得到的距地球的距离为87.5光年，26.8秒差距 它在夜空中肉眼可见，视星等达到3.83。
它的主要组成部分是一组联星，轨道周期为10.21 天。联星由两颗F型主序星组成，一颗次巨星和一颗主序星 。 除此之外还有一颗白色A型主序星作为伴星，视星等为5.76。它距离联星0.361角秒，轨道周期为16.651年。